# Amomum gyrolophos
Amomum gyrolophos är en enhjärtbladig växtart som beskrevs av Rosemary Margaret Smith. Amomum gyrolophos ingår i släktet Amomum och familjen Zingiberaceae. Inga underarter finns listade i Catalogue of Life.